# Чаунський ВТТ Дальбуду
Чаунський ВТТ Дальбуду (рос. ЧАУНСКИЙ ИТЛ ДАЛЬСТРОЯ, Чаунлаг, ИТЛ Упр. п/я 14) — табірний підрозділ, що діяв в структурі Дальбуду.
Організований не пізніше 01.09.51;
закритий між 15.03.53 і 01.08.53.
Чаунлаг був заснований для розробки промислового родовища урану, виявленого в 1947 році партією Ігоря Рождественського. Саме тут видобували сировину для перших атомних бомб. Основним видом виробничої діяльності ув'язнених були гірські і будівельні роботи.
Окремі табірні пункти (ОЛП) Чаунського ВТТ розташовувалися в сел. Певек і в довколишніх селищах — Північний, Східний, Західний (Чукотка). У підпорядкуванні Управління п/я 14 знаходився також ОЛП № 12 комб. № 1, що не входив до складу Чаунського ВТТ. Табірні підрозділи цього ОЛПа, організованого в 1950 р, розташовувалися в Бутугичазі, Нелькобі і в р-ні ключа Мисливець.

## Бутугичаг
Найстрашнішим з місць уранових розробок, судячи з усього, був колимський табір Бутугичаг, що входив в систему Чаунлага. За недовгий період існування табору поряд з селищем Північний виросло кладовище ув'язнених і табірного персоналу (серед них є і дитячі поховання). Чаунлаг функціонував всього два роки — з 1951 по 1953 рр. Видобуток урану припинився раптово, і ніякого планомірного згортання робіт не було: після наказу про закриття розробок прямо в середині робочого дня, рудники були спішно залишені, багато чого з обладнання та інструментів залишилося на місці.
Одноразова кількість укладених могло досягати 11 тисяч чоловік.